# Nise Obino
Nise Poggi Obino (* 19. August 1918 in Rio de Janeiro; † 6. Januar 1995 ebenda) war eine brasilianische Pianistin und Klavierpädagogin.

## Leben
Obino stammt aus einer bürgerlichen Familie. Sie studierte Komposition und Klavier am Instituto de Belas Artes (Institut für Schöne Künste) in Porto Alegre bei Lucia Branco. Ihr Studium schloss sie 1934 ab und gewann im Folgejahr die Goldmedaille beim Araújo-Viana Klavierwettbewerb verbunden mit einer Europareise. Außerdem absolvierte sie Studien bei u. a. Arthur de Greef, einem der letzten Klavierschüler Franz Liszts, und dem Dirigenten Fritz Busch.
Obino konzertierte mit fast allen bedeutenden Orchestern in Brasilien, darunter das Orchester des Teatro Municipal in Rio de Janeiro. Sie debütierte 1937 in Europa und unternahm in der Folgezeit mehrere internationalen Konzertreisen. Sie war 1964 Mitbegründerin der Academia de Música Lorenzo Fernandez in Rio de Janeiro und Brasilia, die große Beachtung fand und zahlreiche Pianisten aus der ganzen Welt anzog. Außerdem übernahm sie die künstlerische Leitung von Rádio Educadora.
Sie lehrte an der Universidade de Brasilia und gründete dort 1967 das Centro de Arte Nise Poggi Obino, wo neue Methoden der Musikpädagogik angewandt wurden. 1972  unterrichtete sie auch am Conservatoire de Lausanne in der Schweiz. Zu ihren Schülern zählten unter anderem der Pianist Nelson Freire und der Sänger, Musiker und Produzent Dori Caymmi.

## Schriften
- Realização Pianística. Tudo é técnica. Hochschulschrift. Universidade de Brasília, Brasília 1967.